# Lista historycznych fortów w Gambii
Poniższa lista uwzględnia budowle położone na obszarze współczesnej Gambii i opisane jako forty lub inne obiekty wojskowe. Nie uwzględniono natomiast obiektów, będących samymi tylko faktoriami lub innymi posterunkami handlowymi. Lista posortowana jest chronologicznie.
| Nazwa          | Położenie                    | Uwagi |
| -------------- | ---------------------------- | --- |
| Fort Jakob     | na Wyspie James              | Założony w 1651 roku ufortyfikowany posterunek handlowy Kurlandczyków. |
| Fort Bayona    | na St. Mary’s Island         | Założony ok. 1651 roku ufortyfikowany posterunek handlowy Kurlandczyków. |
| Fort Jillifree | niedaleko Jufureh            | Założony ok. 1651 roku ufortyfikowany posterunek handlowy Kurlandczyków. |
| Fort Charles   | na Dog Island                | Punkt wsparcia wojskowego założony na początku lat 60. XVII wieku przez majora Roberta Holmesa.                                                                                         |
| Fort James     | na Wyspie James              | Założony przez Anglików w 1661 roku na gruzach starego fortu kurlandzkiego. Obecnie obiekt z listy dziedzictwa UNESCO. Wielokrotnie niszczony i zajmowany przez inne potęgi kolonialne. |
| Fort Albreda   | niedaleko Albredy            | Założony ok. 1681 roku ufortyfikowany posterunek handlowy Francuzów. |
| Fort Jacques   | na Wyspie James              | Angielski Fort James niszczony był kilkakrotnie przez Francuzów (po raz pierwszy w 1695 roku) i odbudowywany jako Fort Jacques lub Fort Saint-Jacques.                                  |
| ?              | na St. Mary’s Island         | Angielski fort zbudowany około 1816 roku. Z fortu rozwinęło się później miasto Bathurst (obecnie Bandżul).                                                                              |
| Fort George    | na MacCarthy Island          | istniejący w latach 1823–1827 brytyjski fort o bliżej nieznanej historii. |
| Fort Bullen    | na Barra Point               | Wzniesiony w 1826 roku fort Brytyjczyków. Obecnie obiekt z listy dziedzictwa UNESCO. |
| Fort George    | na MacCarthy Island          | Około 1827 roku ponownie odbudowano zniszczony brytyjski fort. |
| Fort Campbell  | na MacCarthy Island          | Drugi fort brytyjski na wyspie, wzniesiony w 1828 roku. |
| Fort Kataba    | 20 km na wschód od Farafenni | Fort lokalnego afrykańskiego króla wzniesiony ok. 1841 roku z pomocą Brytyjczyków. |